# Sentier
Sentier je čtvrť v Paříži ve 2. obvodu. Zejména ve druhé polovině 20. století byla centrem textilní výroby. Její název je odvozen od ulice Rue du Sentier.

## Poloha
Čtvrť tvoří obdélník ohraničený ulicemi Rue Montmartre na západě, Boulevard de Sébastopol na východě, Boulevard Poissonnière a Boulevard de Bonne-Nouvelle na severu a Rue Réaumur na jihu.
Protíná ji zejména Rue Aboukir a Rue du Caire, hlavním náměstím je Place du Caire.
Čtvrť Sentier nepatří mezi administrativní čtvrtě, její poloha nicméně odpovídá severní polovině čtvrtí Mail a Bonne-Nouvelle.

## Historie
Ve čtvrti Sentier se již v 19. století začala výrazně rozvíjet textilní činnost. Honoré de Balzac na to několikrát odkazuje v románu Le Bal de Sceaux.
V knize Smrt na úvěr od Louise-Ferdinanda Célina se začíná mladý Ferdinand učit v dílně v Sentier.
Textilní aktivity se v této poměrně centrální pařížské čtvrti rozvíjely i po druhé světové válce. Šlo o velkoobchody, výrobny a prodejny látek a oděvů.
V 80. letech dosáhla čtvrť svého vrcholu, pokud jde o textilní výrobu. Několik výrobců a malých a středních podniků využívalo principu rychlého řetězce, tj. co nejrychlejší cesta od výrobce ke spotřebiteli, neboli zde z dílny do obchodu.
Textilní průmysl, někdy spojovaný s židovskou komunitou, učinil ze Sentieru jednu z židovských čtvrtí Paříže, spolu se čtvrtí Le Marais a ulicí Rue des Rosiers.
Tyto aktivity však na konci 20. století upadly. Produkce od prvního desetiletí 21. století postupně prudce klesala, zejména kvůli gentrifikaci centra Paříže, dovozu textilií z Asie a přesunu velkoobchodníků do vnitřních předměstí, zejména do Aubervilliers.
Vzhledem k blízkosti burzy cenných papírů Palais Brongniart, AFP a mnoha finančních společností instalovalo několik operátorů (po otevření francouzského telekomunikačního trhu konkurenci od 1. ledna 1998) vysokorychlostní optické sítě.
Následně zde specializované společnosti otevřely velká centra pro zpracování dat pro telefonní operátory, poskytovatele internetových služeb a další komunikační  společnosti. Tento typ centra je navržen tak, aby pojal všechny druhy IT a telekomunikačních zařízení jako jsou aktivní zařízení, zejména optická zařízení pro přenos dat, webové servery, počítačové servery pro poskytovatele online aplikací nebo telefonní ústředny. Centrum Telehouse-1, které společnost Telehouse Europe otevřela v roce 1996 v ulici rue des Jeûneurs, bylo prvním svého druhu ve Francii. S rozlohou 1000 m2 bylo do roku 1999 také největším telekomunikačním hostingovým centrem v zemi. Využívá ho přibližně třicet operátorů, včetně specialistů na služby pro velké společnosti, jako jsou Neuf Cegetel, Completel, Verizon Communications nebo Orange Business Services.
Během rostoucí fáze internetové bubliny (1997-2000) vzniklo ve čtvrti Sentier přibližně padesát startupů (Nomade, Lastminute.fr, Net2one, Buycentral, Webcible, MandrakeSoft a další), protože na jedné straně bylo ekonomicky výhodné být blízko těchto komunikačních tepen a na druhé straně zde bylo mnoho prázdných prostor po uzavření nebo přemístění oděvních dílen. Zpočátku byly nájmy dostupné. Po několika měsících však nastal nedostatek volných ploch, což způsobilo prudký nárůst cen ve čtvrti.
Negativní dopad finančních podvodů v Sentier na veřejnost a investiční bankéře v kombinaci s prasknutím internetové bubliny vedl od března 2000 k uzavření mnoha podniků, které se ve čtvrti etablovaly.
Od roku 2010 zažívá Sentier opět silné oživení. Startupy se sem stěhují ve velkém počtu, láká je ústřední poloha této čtvrti (200 m od Les Halles) a velmi rozsáhlé budovy. Mezi nejznámější společnosti z nové ekonomiky, které se do této čtvrti přestěhovaly od roku 2010, patří Doctolib, Qonto, Klaxoon, Devialet, Alan, Back Market, Blablacar, Ledger nebo PayFit. Ve čtvrti sídlí i časopis Maddyness, který se specializuje na novinky ze světa startupů.
Do čtvrti také přicházejí podnikatelé v oblasti restaurací a hotelů. Šéfkuchařka Hélène Darroze otevřela svou restauraci Joia na Rue des Jeuneurs, Maelia Weger založil svou novou restauraci Echo na Rue d'Aboukir, Jason Gouzy získal hvězdu za svou restauraci Le Pantagruel na Rue du Sentier. Hotelová skupina Ennismore otevřela velký hotel na Rue du Sentier pod značkou The Hoxton.

## Filmy natočené ve čtvrti Sentier
- 1997: XXL, režie Ariel Zeitoun
- 1997: La Vérité si je mens, režie Thomas Gilou
- 2001: Přece bych ti nelhal!, režie Thomas Gilou
- 2005: Les Mauvais Joueurs, režie Frédéric Balekdjian
- 2007: Sur le sentier des diables, režie Oriane Descout
- 2010: Sentiers, režie Nicolas Droin a Prosper Hillairet
- 2012: La Vérité si je mens ! 3, režie Thomas Gilou